# Rang kola
U matematičkoj teoriji grafova, rang kola, broj ciklusa,ništa od neusmerenog grafa {\displaystyle G(x)} je minimalan broj {\displaystyle r(x)} uklonjenih grana iz {\displaystyle G(x)} do uklonjenih svih ciklusa, koji čine drvo. Za razliku od problema povratnog luka kod usmerenih grafova, lako ih je prebrojiti koristeći formulu:
{\displaystyle r=m-n+c},
gde je {\displaystyle m} broj grana u {\displaystyle G}, {\displaystyle n} je broj čvorova i {\displaystyle c} je broj povezanih komponenti.

## Slični koncepti
Strujno kolo je korang grafičkog matroida {\displaystyle G}, iz kog se vidi da pohlepni algoritam uklanja jednu po jednu granu, u svakom koraku uklanja granu koja prirada jednom ciklusu preostalog grafa, tražeći uklonjene grane grane {\displaystyle r} iz grafa {\displaystyle G}. S druge strane (alternativno), to može biti dopuna grafa {\displaystyle G}.
Broj ciklusa je takođe dimenzija prostora ciklusa {\displaystyle G}. Topološki, {\displaystyle G} se može posmatrati kao primer jednodimenzionog uprošćenog kompleksa i njen cyclomatic broj je rang prvog (ceo broj) homogena grupa ovog kompleksa,
{\displaystyle r=\operatorname {rank} \left[H_{1}(G,\mathbb {Z} )\right].}
Strujno kolo kontroliše broj ulaznih grana i razlaganje grafa: u povezanom grafu strujno kolo ranga {\displaystyle r} svaka grana ima tačno {\displaystyle r} potomka.

## Skoro drveće
Graf sa {\displaystyle r} brojem ciklusa se zove r-skoro-drvo, zato što jedino {\displaystyle r} grane treba da budu uklonjene da bi se napravilo drvo ili stablo. 1-skoro-drvo je skoro-drvo: povezano skoro-drvo je pseudodrvo ciklus sa (moguće trivijalno) drvo ukorenjeno u svaki čvor.
Neki autori su proučavali parametrizovanu složenost grafova algoritma na r-skoro-drvo, parametrizovanog po {\displaystyle r}.